# Lunichi
Lunichi (persiska: Līmūchā, Līmū Chāh, لیموچا) är en ort i Iran.   Den ligger i provinsen Gilan, i den norra delen av landet, 230 km nordväst om huvudstaden Teheran. Antalet invånare är 638.
Terrängen runt Lunichi är mycket platt. Runt Lunichi är det ganska tätbefolkat, med 155 invånare per kvadratkilometer. Närmaste större samhälle är Rasht, 20,0 km väster om Lunichi. Trakten runt Lunichi består till största delen av jordbruksmark.